# اس‌ام یوسی-۲
اس‌ام یوسی-۲ (به انگلیسی: SM UC-2) یک زیردریایی بود که طول آن ۱۱۱ فوت ۶ اینچ (۳۳٫۹۹ متر) بود. این زیردریایی در سال ۱۹۱۵ ساخته شد.